# Kerttu Mustonen
Kerttu Mustonen, född 21 mars 1891 i Nurmes, död 21 maj 1959 i Helsingfors, var en finländsk sångtextförfattare och författare. 
Mustonen, som även framträdde som författare av underhållningslitteratur, framstår som en av den finländska schlagerns stora textförfattare genom tiderna, men under sin aktiva tid förblev hon rätt så okänd för den stora publiken. Hennes schlagerlyrik har format en tradition särskilt inom finsk tango. Hon började skriva schlagertexter i mitten av 1930-talet, men det var framför allt under fortsättningskriget som hennes ofta romantiska och melankoliska texter skulle få stor spridning. En av de mest spridda är texten till George de Godzinskys vals Äänisen aallot, inspelad 1942 av Georg Malmstén. Under samma tid inledde hon ett framgångsrikt samarbete med kompositören Toivo Kärki. Tillsammans skrev de bland annat två av den finska tangons mest kända låtar, Liljankukka och Siks oon mä suruinen.